# LZ 130 Graf Zeppelin II
O Graf Zeppelin II (Deutsche Zeppelin Luftschiff # 130; de inscrição: D-LZ 130) foi o último dos grandes dirigíveis rígidos alemães construídos pela Luftschiffbau Zeppelin durante o período entre as Guerras Mundiais, a segunda e última aeronave da classe Hindenburg nomeada em homenagem a Paul von Hindenburg.
Ele foi o segundo dirigível a levar o nome de "Graf Zeppelin" (após o LZ 127), e, portanto, é muitas vezes citado como Graf Zeppelin II.

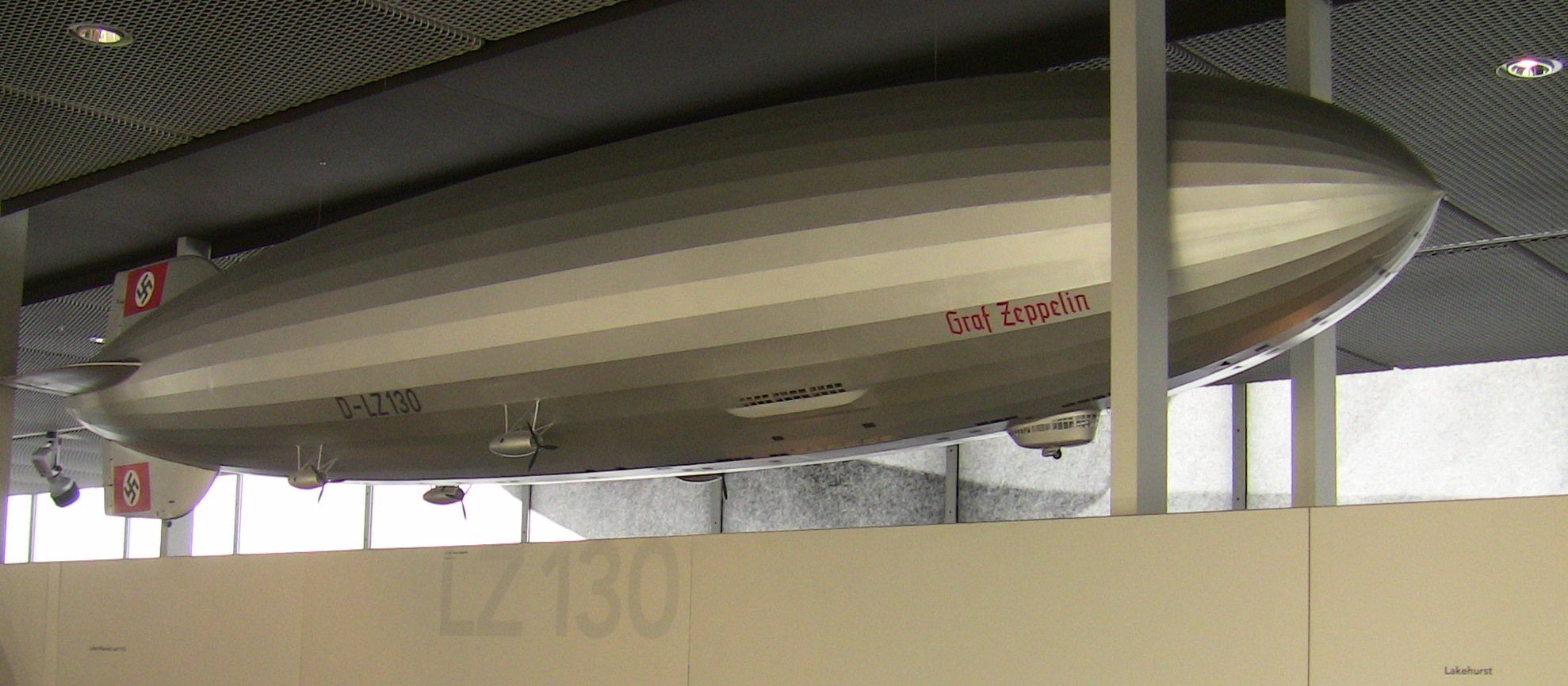
Réplica do LZ 130.
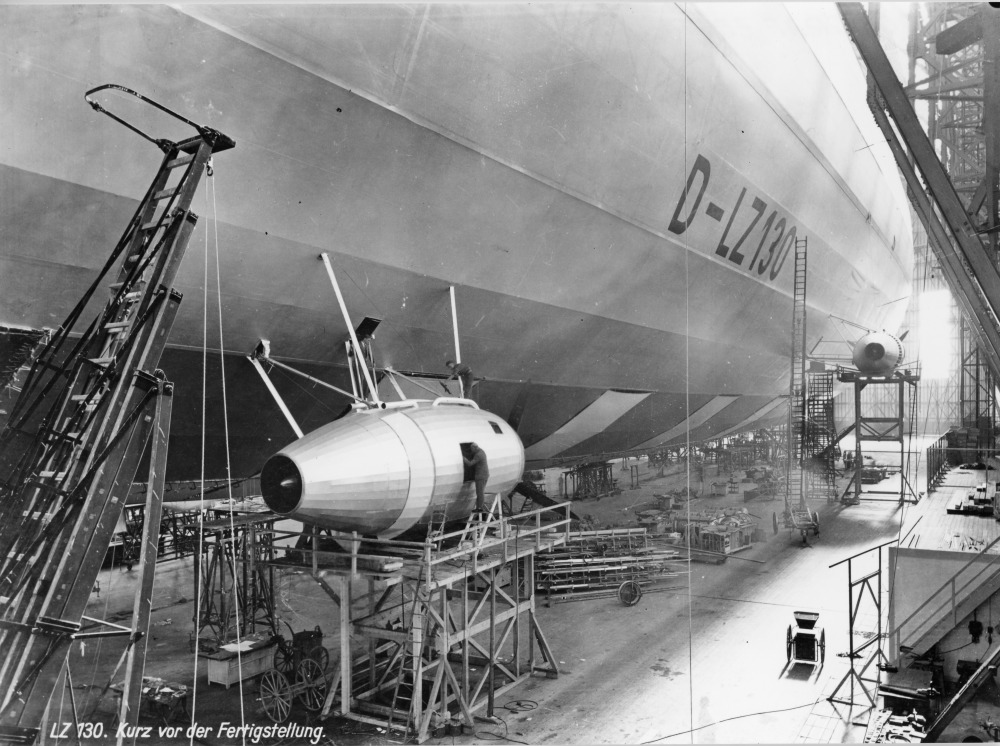
LZ 130 em construção.
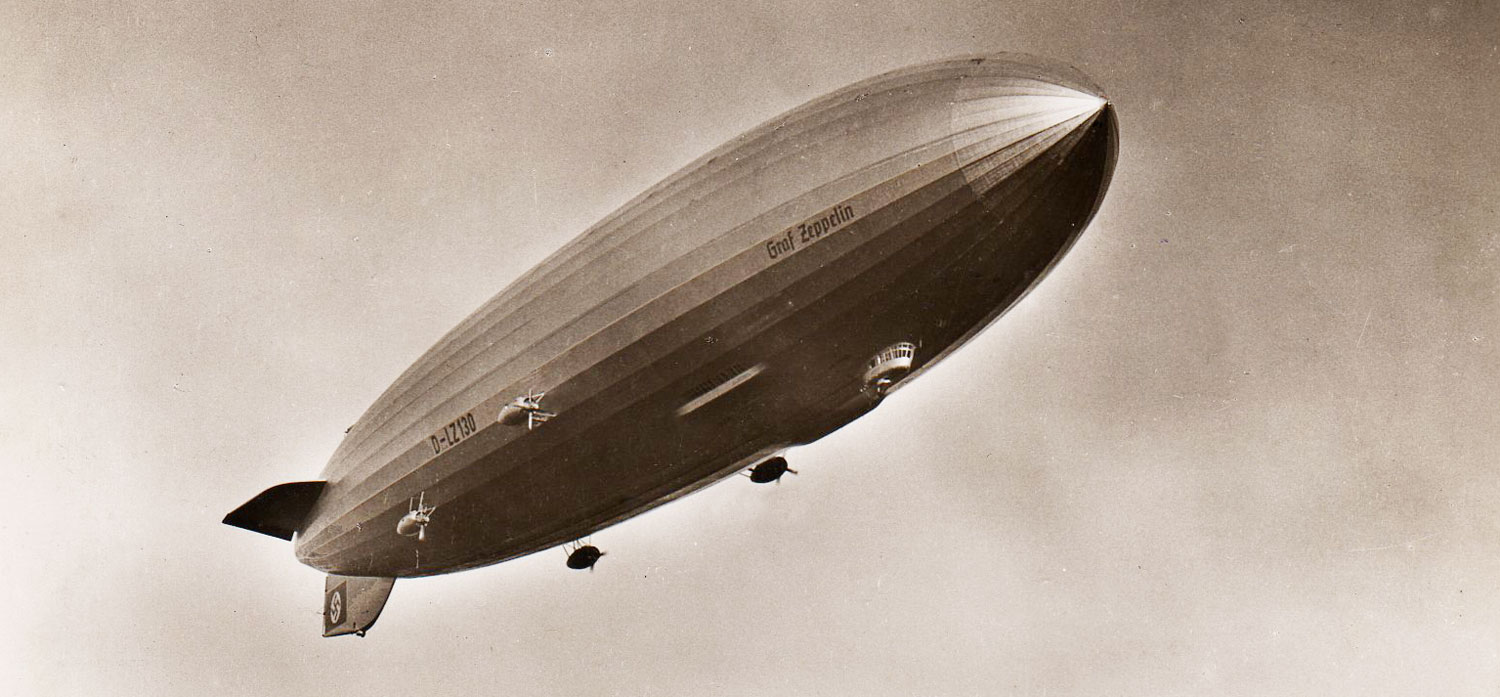
LZ 130 em voo.